# Kiczka (nakrycie głowy)

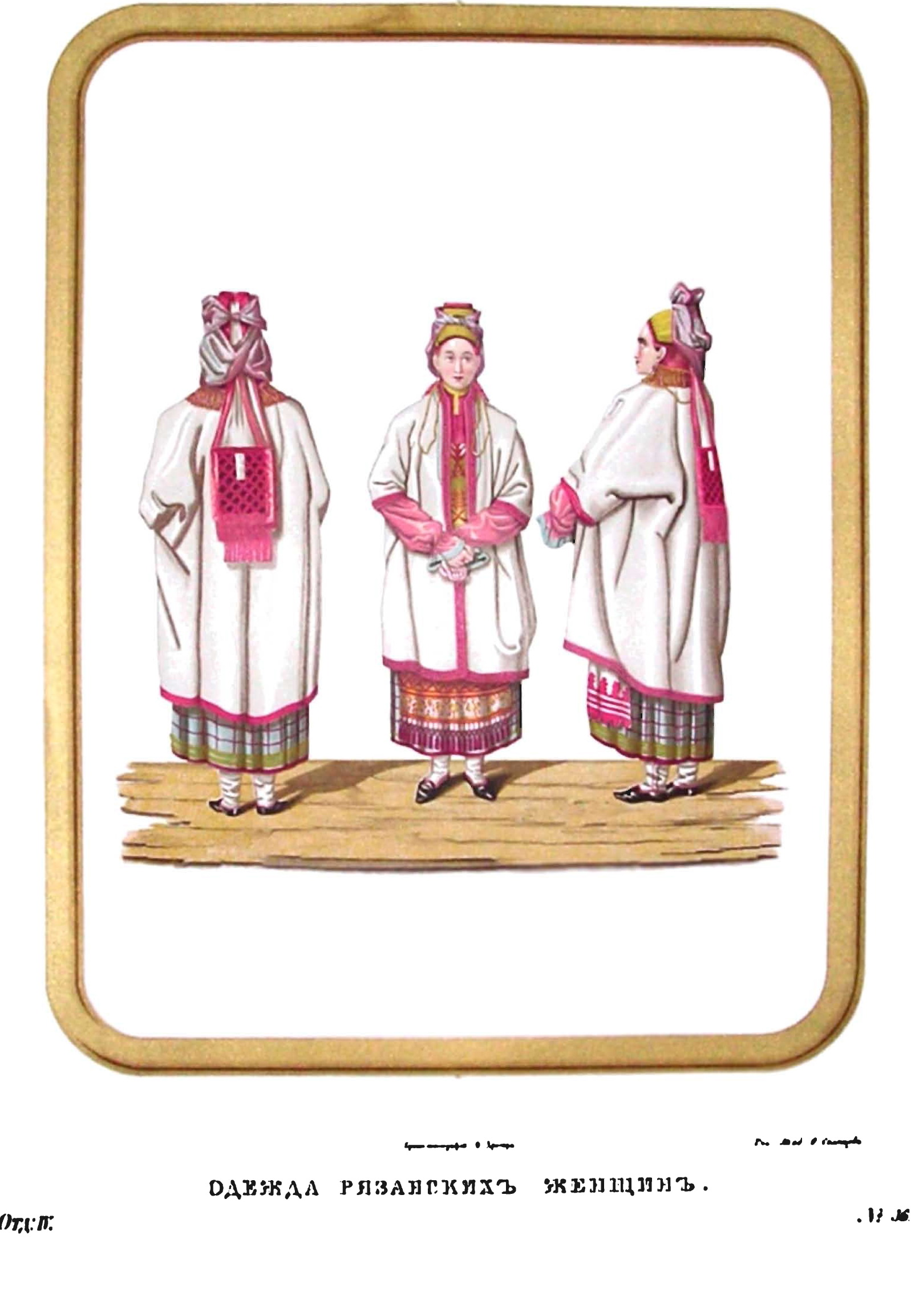
Strój zamężnej wieśniaczki z guberni riazańskiej w latach 40. XIX wieku. Ilustracja zamieszczona w Starożytnościach państwa rosyjskiego Fiodora Sołncewa

Kiczka (ros. кичка), kika (кика) – typ czepca z rogatą lub kolistą podkładką, noszony przez zamężne kobiety w Rosji przeduralskiej, zwłaszcza w rejonach południowych, w komplecie z koszulą i poniewą albo jubką, rzadziej z sarafanem. W odróżnieniu od kokosznika, który był bardzo popularnym elementem ubioru wśród mieszkanek miast, kiczka była strojem głowy typowym dla chłopek
Występowanie rogatego czepca w ubiorach chłopskich – wraz z odpowiednimi zestawami odzieży – jest podstawą klasyfikacji w zakresie kobiecych strojów ludowych i wyznacznikiem obszarów ich funkcjonowania.
Kiczka, występująca w wielu odmianach, była rzadko spotykana na północnym zachodzie Rosji przeduralskiej, gdzie dość wcześnie zaczęto używać kokosznika. Najczęściej nosiły ją kobiety zamieszkujące w rejonach centralnych, nieco rzadziej zaś na północnym i południowym wschodzie kraju.
Charakterystyczny rodzaj kiczki, zwany rogą, występował w dolinie Oki oraz na południe od niej, gdzie w ubiorach żeńskich dominowała poniewa. Ten typ czepca był strojem głowy kobiet m.in. w takich guberniach, jak riazańska, tulska, kałuska czy orłowska.
Inna odmiana kiczki, nazywana rogatą, występowała na obszarze guberni ołonieckiej i archangielskiej, jak też w niektórych rejonach guberni wołogodzkiej. Jej wyróżniającą cechą była forma, jaką przybierała w górnej części, przypominającej łopatę albo kopyto.